# 李福景

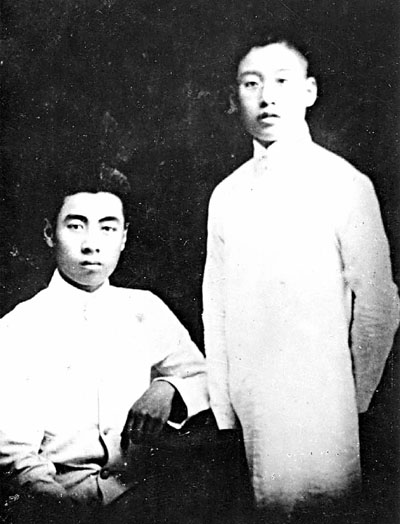
周恩来（左）与李福景（右）1915年在南开期间的合影

李福景（1901年—1960年10月3日），字新慧，男，天津人，中华人民共和国政治人物。

## 生平
李福景1914年毕业于天津官立第一模范两等小学堂，后就读于南开中学。在南开期间，他与同窗周恩来、吴国桢结为至交。周恩来曾于1916年写道，“然欲相勉以道德，相交以天真，相待如兄弟者，仅得二人焉。一曰李新慧，一曰吴峙之”。自南开毕业后，李福景于1919年考入香港大学工学院。1920年，他与周恩来一同由严修“范孙奖学金”资助，前往欧洲勤工俭学。李福景后入读英国曼彻斯特大学，并于1925年学成返国。回国后，他先后在津浦铁路局、北宁铁路局、开滦矿务局等处任工程师。抗日战争胜利后，他曾出任抚顺矿务局副局长、总工程师，华北煤炭管理委员会主任工程师，行政院美援运用委员会北平办事处主任等职。
中华人民共和国成立后，他曾任职于开滦矿务局。1956年调入煤炭工业部工作，任科学情报研究所副所长、主任工程师。1960年10月3日，他因肺癌在北京病逝。昔日好友周恩来亲自往嘉兴寺殡仪馆出席了他的追悼会。

## 家庭
父亲是教育家李金藻。儿子李竞为中国科学院国家天文台的天文学家。